# Cerkiew Opieki Bogurodzicy w Kurimce
Cerkiew Opieki Bogurodzicy w Kurimce – drewniana greckokatolicka cerkiew filialna zbudowana w 1923 w Kurimce.

## Historia
Cerkiew postawiono w 1923 na miejscu starszej, zniszczonej podczas działań wojennych w 1915. Poświęcona w 1930. W latach 70. XX w. otynkowano ściany.

## Architektura i wyposażenie
To budowla drewniana konstrukcji zrębowej, pozornie jednoprzestrzenna, orientowana. Od wschodu zamknięta trójbocznie. Wieża o prostych ścianach od zachodniej strony. Dach jednokalenicowy blaszany.
Wewnątrz wyposażenie z okresu budowy cerkwi. Niski ażurowy ikonostas posiada tylko ikony namiestne. Ołtarz główny z baldachimem.  